# ITunes Festival: London 2011 (EP de Manic Street Preachers)
iTunes Festival: London 2011 é um EP ao vivo da banda britânica de rock Manic Street Preachers. O álbum foi gravado no iTunes Festival em Londres e foi lançado exclusivamente em formato digital e na plataforma iTunes.
A obra soma quatro faixas, de diferentes fases do grupo, incluindo a mais antiga "Life Becoming a Landslide", do álbum Gold Against the Soul (1993) até "Autumnsong", a mais recente, do álbum Send Away the Tigers (2007).

## Lista de faixas
| N.º | Título                      | Duração |  |
| 1.  | "Faster"                    | 3:59    |  |
| 2.  | "Autumnsong"                | 3:36    |  |
| 3.  | "Life Becoming a Landslide" | 4:35    |  |
| 4.  | "The Everlasting"           | 3:45    |  |